# Ореховский район (Витебская область)
Оре́ховский район (бел. Арэхаўскі раён) — административно-территориальная единица в составе Витебской области Белорусской ССР, существовавшая в 1946—1956 годах.
Район был образован 9 сентября 1946 года с центром в городском посёлке Ореховск (за два месяца до этого назывался Орехи - Выдрица и имел статус рабочего посёлка). Включал, помимо Ореховска, рабочий посёлок Осинторф и 8 сельсоветов:
- Бабиновичский;
- Будский;
- Веретейский (с 1954 года — Холмовский);
- Высоковский;
- Клюковский;
- Межевский;
- Озерецкий;
- Шапковский.

Упразднён 17 декабря 1956 года, территория разделена между Дубровенским (переданы Богушевский, Озерецкий, Холмовский сельсоветы), Лиозненским (передан Бабиновичский сельсовет) и Оршанским районами (переданы остальные сельсоветы и оба посёлка). Впоследствии часть территории упразднённого района с посёлком Осинторф была передана в состав Дубровенского района.